# Sylvirana nigrovittata
Sylvirana nigrovittata es una especie de anfibio anuro de la familia Ranidae.

## Distribución geográfica
Esta especie se encuentra en:
- Nepal;
- la India en los estados de Assam, Meghalaya y Bengala Occidental;
- Bangladés;
- la República Popular China en las provincias de Yunnan y Guangxi;
- Vietnam;
- Laos;
- Camboya;
- Tailandia;
- Birmania;
- la península de Malasia.[3]

## Publicación original
- Blyth, 1856 "1855" : Report for October Meeting, 1885. Journal of the Asiatic Society of Bengal, vol. 24, p. 711-723[4]